# Kup Maršala Tita 1976-1977
La Kup Maršala Tita 1976-1977 fu la 29ª edizione della Coppa di Jugoslavia. Migliaia di squadre parteciparono alle qualificazioni che portarono alle 32 che presero parte alla coppa vera e propria.
Il trofeo fu vinto dal Hajduk Spalato (al quinto successo consecutivo), sconfiggendo in finale il Budućnost. Per gli spalatini fu il sesto titolo in questa competizione.

Il successo diede al Hajduk l'accesso alla Coppa delle Coppe 1977-1978.
La Stella Rossa, vincitrice del campionato, venne eliminata al primo turno.

## Qualificazioni
```
Queste due delle partite della Coppa di 
Voivodina
 del 
Proleter Zrenjanin
.
[
3
]

Bačka B. Palanka - Proleter         0-4
Proleter - Vrbas                    2-4 
(
dts
)
```

## Squadre qualificate
Le 18 partecipanti della Prva Liga 1975-1976 sono qualificate di diritto. Le altre 14 squadre (in giallo) sono passate attraverso le qualificazioni.

### Calendario
| Turno                | Gare        | Date             | Numero gare | Riduzione squadre |
| -------------------- | ----------- | ---------------- | ----------- | ----------------- |
| Sedicesimi di finale | Gara unica  | 13 ottobre 1976  | 16          | 32 → 16           |
| Ottavi di finale     | Gara unica  | 1º dicembre 1976 | 8           | 16 → 8            |
| Quarti di finale     | Gara unica  | 27 febbraio 1977 | 4           | 8 → 4             |
| Semifinali           | Gara unica  | 13 aprile 1977   | 2           | 4 → 2             |
| Finale               | Da definire | 24 maggio 1977   | 1           | 2 → 1             |

In finale, dal 1969 al 1986, vigeva la regola che:
- Se fossero giunte due squadre da fuori Belgrado, la finale si sarebbe disputata in gara unica nella capitale.
- Se vi fosse giunta una squadra di Belgrado, la finale si sarebbe disputata in due gare, con il ritorno nella capitale.
- Se vi fossero giunte due squadre di Belgrado, si sarebbe sorteggiato in quale stadio disputare la gara unica.
- La finale a Belgrado si sarebbe disputata il 24 maggio, in concomitanza con la festa per la Giornata della Gioventù (25 maggio).

## Sedicesimi di finale
| Squadra 1            | Risultato       | Squadra 2               |                                                              |
| -------------------- | --------------- | ----------------------- | ------------------------------------------------------------ |
| 13 ottobre 1976      | 13 ottobre 1976 | 13 ottobre 1976         | Marcatori                                                    |
| (1) Borac Banja Luka | 5 – 1           | Dinamo Zagabria (1)     | Ćulafić 2, Kovačević 2, Kreso (B); Bogdan (D)                |
| (2) Dinamo Vinkovci  | 2 – 1           | FK Trepča (2)           | Škrinjar, Šesto (D); Savović (T)                             |
| (1) Hajduk Spalato   | 1 – 0           | Čelik Zenica (1)        | Žungul                                                       |
| (3) Istria           | 2 – 3           | Novi Sad (2)            | Ostović 2 (I); Šimek 2, S.Jovanović (NS)                     |
| (3) OFK Titograd     | 0 – 2           | Sloboda Tuzla (1)       | Geca 2                                                       |
| (1) Partizan         | 1 – 0           | Željezničar (1)         | Grubješić                                                    |
| (2) Pobeda           | 1 – 3           | Budućnost (1)           | Trajkovski (P); Vujović 2, Martinović (B)                    |
| (2) Radnički Pirot   | 2 – 1           | Radnički Kragujevac (2) | Krstić, Pavlović (RP); M.Panić (RK)                          |
| (1) Rijeka           | 1 – 0           | Napredak Kruševac (1)   | Filipović                                                    |
| (3) Rudar Kakanj     | 4 – 1           | Mercator (2)            | Marković 2, Subotić, Bektašević (R); Glišić (M)              |
| (1) Sarajevo         | 2 – 1           | Stella Rossa (1)        | Sušić, Repčić (Sa); Lukić (SR)                               |
| (3) Sloga Doboj      | 1 – 2           | Radnički Niš (1)        | Đulbić rig., Stojiljković (S); Halilović (R)                 |
| (2) Spartak Subotica | 2 – 5           | Rad Belgrado (2)        | Živaljević 2 (S); Jović 4, Spasić (R)                        |
| (2) Vardar           | 1 – 0           | Velež Mostar (1)        | Micevski                                                     |
| (1) Vojvodina        | 2 – 0           | Olimpia Lubiana (1)     | Nikezić, Vučković                                            |
| (1) NK Zagabria      | 6 – 1           | OFK Belgrado (1)        | Kovačić 2, Rukljač, Šetka, Markulin, Bakota (Z); Santrač (O) |

## Ottavi di finale
| Squadra 1            | Risultato        | Squadra 2          |                                                                              |
| -------------------- | ---------------- | ------------------ | ---------------------------------------------------------------------------- |
| 1º dicembre 1976     | 1º dicembre 1976 | 1º dicembre 1976   | Marcatori                                                                    |
| (1) Borac Banja Luka | 1 – 1 (3-4 dtr)  | Hajduk Spalato (1) | Ibrahimbegović (B); Žungul (H)                                               |
| (1) Budućnost        | 1 – 0            | Rudar Kakanj (3)   | Vujović                                                                      |
| (2) Dinamo Vinkovci  | 3 – 2            | Radnički Pirot (2) | Mehmedalić 2, J.Živaljić (D); Raičević, Krstić (R)                           |
| (2) Novi Sad         | 1 – 0            | Rijeka (1)         | Pirmajer                                                                     |
| (2) Rad Belgrado     | 1 – 2            | Radnički Niš (1)   | Kusurović (RB); Z.Mitić, Andrejević (RN)                                     |
| (1) Sarajevo         | 3 – 0            | Partizan (1)       | Dupovac, Simić, Sušić                                                        |
| (1) Sloboda Tuzla    | 4 – 2            | NK Zagabria (1)    | Hukić rig., Mulahasanović, Tucak aut., Geca (S); Čerček, Kovačić (Z)         |
| (2) Vardar           | 5 – 3            | Vojvodina (1)      | Rajčevski 2, Uzunov, Šujica, V.Spasovski (Va); Vujkov, Stakić, Vučković (Vo) |

## Quarti di finale
| Squadra 1          | Risultato        | Squadra 2           |                                                             |
| ------------------ | ---------------- | ------------------- | ----------------------------------------------------------- |
| 27 febbraio 1977   | 27 febbraio 1977 | 27 febbraio 1977    | Marcatori                                                   |
| (1) Budućnost      | 3 – 2            | Sarajevo (1)        | R.Bošković, Martinović, A.Miročević (B); Sušić, Dupovac (S) |
| (1) Hajduk Spalato | 1 – 1 (5-4 dtr)  | Vardar (2)          | Luketin rig. (H); B.Nikolić (V)                             |
| (2) Novi Sad       | 1 – 1 (4-1 dtr)  | Dinamo Vinkovci (2) | Stanojević (NS); Smolčić (D)                                |
| (1) Radnički Niš   | 2 – 1            | Sloboda Tuzla (1)   | Vojinović 2 (R); Kovačević (S)                              |

## Semifinali
| Squadra 1          | Risultato       | Squadra 2      |                                     |
| ------------------ | --------------- | -------------- | ----------------------------------- |
| 13 aprile 1977     | 13 aprile 1977  | 13 aprile 1977 | Marcatori                           |
| (1) Hajduk Spalato | 2 – 0           | Novi Sad (2)   | Rožić, B.Đorđević                   |
| (1) Radnički Niš   | 1 – 1 (4-5 dtr) | Budućnost (1)  | Milošević aut. (R); A.Miročević (B) |

## Finale
| Arbitro: | Vlado Tauzes (Lubiana) |

|                          |           |  |
| Luketin 100’ Žungul 114’ | Marcatori |  |

| Hajduk | Budućnost |

|                 |    |                 |          |
|                 |    |                 |          |
| P               | 1  | Ivan Katalinić  |          |
| C               | 2  | Marin Kurtela   | Uscita   |
| D               | 3  | Vedran Rožić    |          |
| D               | 4  | Šime Luketin    |          |
| D               | 5  | Luka Peruzović  |          |
| D               | 6  | Mario Boljat    |          |
| A               | 7  | Slaviša Žungul  |          |
| C               | 8  | Dražen Mužinić  |          |
| A               | 9  | Boriša Đorđević |          |
| A               | 10 | Davor Čop       | Uscita   |
| C               | 11 | Ivica Šurjak    |          |
| A disposizione: |    |                 |          |
| D               | ?  | Zoran Vujović   | Ingresso |
| D               | ?  | Ivica Kalinić   |          |
| A               | ?  | Zlatko Vujović  | Ingresso |
| Allenatore:     |    |                 |          |
| Josip Duvančić  |    |                 |          |

|                 |  |                    |          |
|                 |  |                    |          |
| P               |  | Momčilo Vujačić    |          |
| C               |  | Nikola Janković    |          |
|                 |  | Rajko Folić        | Uscita   |
|                 |  | Janko Miročević    |          |
|                 |  | Vojislav Vukčević  |          |
|                 |  | Čedomir Milošević  |          |
|                 |  | Dragomir Kovačević | Uscita   |
|                 |  | Radovan Bošković   |          |
|                 |  | Mojaš Radonjić     |          |
| C               |  | Ante Miročević     |          |
|                 |  | Petar Ljumović     |          |
| A disposizione: |  |                    |          |
|                 |  | Momčilo Božović    | Ingresso |
|                 |  | Dragan Vujović     | Ingresso |
| Allenatore:     |  |                    |          |
| Marko Valok     |  |                    |          |